# Longford Town FC
El Longford Town Football Club o Cumann Peile Bhaile Longfort, en irlandès, és un club de futbol irlandès de la ciutat d'An Longfort.

## Història
El club va ser fundat el 1924. No fou fins al 1984 que fou escollit per entrar en la League of Ireland. L'any 2003 guanyà la copa irlandesa per primer cop. El 2004 guanyà el doblet, copa i copa de la lliga. El club participà en competicions europees.

## Palmarès
- First Division (Segona divisió): 
  - 2014
- Copa irlandesa de futbol: 
  - 2003, 2004
- Copa de la Lliga d'Irlanda:
  - 2004
- FAI Intermediate Cup: 
  - 1936-37, 1954-55, 1959-60, 1961-62, 1968-69
- Connacht Junior Cup: 
  - 1931-32
- Enda McGuill Cup: 
  - 2002-03